# Вјачеслав Молотов
Вјачеслав Михајлович Молотов (право презиме Скрјабин) (рус. Вячеслав Михайлович Скрябин Молотов) (9. март (25. фебруар по старом календару) 1890 — 8. новембар 1986), био је познати и истакнути политичар Совјетског Савеза.
У комунистичку партију је ступио 1906. Био је један од оснивача листа "Правда". Био је на челу Организационог одбора Централног комитета Руске Социјалдемократске Радничке партије РСДРП (бољшевика) који је руководио устанком црвених у Петрограду у време Фебруарске револуције у Русији, 1917. године.
Од 1921. године, био је члан Политбироа и Организационог одбора Бољшевичке партије, 1929–1930. године, у Президијуму Коминтерне, 1930–1941. председник Совјета комесара, први потпредседник Министарског савета. Министар иностраних послова Совјетског Савеза је био од 1939–1949, затим потпредседник владе, а од 1953. до 1. јуна 1956. поново и министар иностраних послова. Од јуна 1956. до јуна 1957, био је потпредседник у Влади Николаја Булгањина.
На пленуму ЦК КПСС, јуна 1957. године, искључен је из Централног комитета са Кагановичем, Маљенковим и Шепиловим, а одмах затим разрешен дужности првог заменика председника Владе Совјетског Савеза и постављен за амбасадора у Монголији. Молотов је затим од 1960–1962. био стални представник Совјетског Савеза у Међународној атомској агенцији у Бечу.
На XXII конгресу КПСС, октобра 1961, његов антипартијски став је поново оштро осуђен. Од 1962. године је у пензији, а 1983. године је враћен у чланство КПСС.

## Заоставштина
У историји ће Молотов остати запамћен као један од потписника пакта Рибентроп-Молотов, уговора о миру и ненападању између нацистичке Немачке и Стаљиновог Совјетског Савеза, 1939. године. Као куриозитет остаће упамћен и као једини политичар који се руковао са Лењином, Стаљином, Рузвелтом, Черчилом и Хитлером, најмоћнијим државницима свога времена.
Молотовљево име, које је по бољшевичком обичају преузимања мужевних револуционарних „индустријских“ псеудонима (од руске речи молот, што значи чекић) користио још од својих револуционарних почетака, носи и Молотовљев коктел, приручно оружје које је прво применила Црвена армија у Другом светском рату, а данас га најчешће користе демонстранти и хулигани.